# Chang et Eng Bunker
Pour les articles homonymes, voir Bunker.
Chang et Eng Bunker (11 mai 1811 - 17 janvier 1874) sont deux Thaïlandais devenus Américains, célèbres pour être à l'origine de l'expression frères siamois, désignant les jumeaux fusionnés humains.

## Biographie

### Jeunesse
Ils sont nés dans le Siam d'alors, à bord d'un bateau fluvial près de Bangkok. Leurs parents étaient d'origine chinoise.  Leur mère était âgée de 35 ans et avait déjà donné naissance à 4 enfants « normaux » . L'accouchement se déroula sans trop de problèmes. Leur mère les allaita tous deux, ils étaient faibles à la naissance, mais Eng se fortifia alors que Chang resta délicat. Elle eut encore 4 autres enfants « normaux » par la suite.
Chang et Eng grandirent quasi-normalement : ils participaient aux travaux quotidiens ; ils accompagnaient leur père, un pauvre pêcheur de rivière qui en fit d'excellents rameurs ; ils s'entraînaient à courir, sauter et nager avec une coordination parfaite. Devenus grands, ils furent découverts en 1824 par Robert Hunter, un marchand écossais qui les avait vus canoter, nus jusqu'à la taille (une autre version raconte qu'en 1827, à l'âge de 16 ans, ils furent présentés au roi Rama III et que à cette occasion, lors de leur séjour à Bangkok, ils firent connaissance de Robert Hunter). En 1828, le commerçant écossais obtint des parents qu'ils puissent partir en tournée d'exhibition en Amérique et en Europe. Ils passèrent ainsi 8 semaines sur la côte est des États-Unis, puis en Europe en 1829, où ils furent exhibés à Londres. Ils furent alors interdits à Paris et en France, car les autorités médicales craignaient la possibilité d'impressionner les femmes enceintes et de les faire accoucher de monstres,.

### Carrières
Ils étaient de caractère différent. Eng est agréable mais taciturne, militant de ligue anti-alcoolique, et joueur d'échecs, alors que Chang, plus petit et physiquement plus faible, agressif et  impétueux, aime boire et entraîne son frère dans les bas-fonds de New-York. Ils éprouvent une affection et une tolérance réciproque, supportant les épreuves et les petites maladies de l'autre, et « ils surent rendre leurs vies bien plus agréables qu'on aurait pu le penser ».  Ils se firent chrétiens tous deux, en appartenant à l'église baptiste.

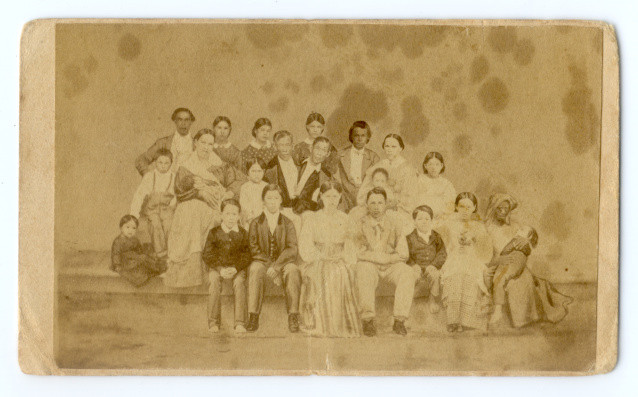
Portrait des familles de Chang & Eng Bunker dans les années 1860 avec leurs épouses et 18 de leurs 22 enfants. Ainsi que Grace Gates, une des 33 esclaves de leur plantation.

En 1839, ils s'établissent aux États-Unis pour acquérir la nationalité américaine et prendre le nom de Bunker. Ils sont en exhibition dans le Freak Show de Phineas Barnum. Dans chaque ville où ils passent, Barnum demande d'abord aux médecins locaux de se prononcer sur leur éventuelle séparation. Leur opinion est ainsi imprimée dans la presse locale, puis Barnum demande l'avis des avocats locaux sur les conséquences légales de la séparation, créant ainsi un événement de presse où tout le monde donne son avis. Barnum n'agissait ainsi que dans un but publicitaire, n'ayant aucun intérêt, bien au contraire, à séparer les frères siamois.
Ils deviennent fermiers près de la ville de Mount Airy en Caroline du nord. En 1843, ils épousent deux sœurs, Sarah et Adélaïde Yates. La vie commune à quatre devenant bientôt impossible, ils décident de vivre en deux maisons, séparées par un ruisseau, mais conjointes, chacune occupée par une sœur, et d'y passer alternativement 3 jours chez l'une et 3 jours chez l'autre.
Les deux sœurs auront onze enfants chacune.  En 1966, la 5e génération de leurs descendants a été recensée. La femme politique américaine Alex Sink, née en 1948, en fait partie. En 2006, leur descendance représentait près de 1 500 personnes (toutes générations confondues) dont 11 paires de jumeaux (dans la normalité statistique) et aucun jumeau conjoint,.

### Fin
Ils se rendirent une dernière fois en Europe (Londres, Paris) pour des exhibitions populaires ou médicales. Ainsi à Paris, en vue d'une intervention chirurgicale, mais la séparation, jugée impossible à l'époque, ne put avoir lieu.  Selon des commentateurs, ils se seraient querellés en décidant une « séparation chirurgicale », selon d'autres, la véritable raison était publicitaire, à visée financière. Durant le voyage de retour, en 1869, Chang fut frappé d'une hémiplégie droite. Il resta ainsi paralysé les 5 dernières années de sa vie. 
Chang mourut des suites d'une pneumonie dans la nuit du 17 janvier 1874. En se réveillant, Eng demanda à ce qu'on aille chercher leur médecin traitant pour le séparer du corps de son frère, mais il arriva trop tard et Eng mourut deux heures après son frère.
Ce médecin, nommé Hollingworth, réussit à convaincre la famille qu'une autopsie était souhaitable. Les corps furent examinés à Philadelphie par William Henry Pancoast et Harrison Allen. Il fut établi que leurs foies étaient reliés. Ce double foie est exposé dans le formol, au Mütter Museum de Philadelphie. Ils sont enterrés, non pas dans un cimetière, car leur famille craignait que leurs restes fussent volés, mais sous la cave de leur maison.

## Description médicale
Jumeaux fusionnés réunis au niveau du sternum et du foie, Chang et Eng Bunker sont un exemple typique de frères siamois dits xiphopages (unis au niveau de l'appendice xiphoïde). 81 % des xiphopages ont un foie commun (leurs foies sont reliés l'un à l'autre). 33 % présentent des malformations intestinales et 25 % des malformations cardiaques .
Leur première description médicale a été faite à Harvard en 1829. À cette époque Eng mesurait 1,57 m et Chang 1,56 m. Ils avaient les caractéristiques des Chinois en portant leurs cheveux noirs en longues queues, enroulées trois fois autour de la tête.
Selon les témoignages de l'époque, Chang et Eng ressentent une même sensation lorsqu'on touche leur seul appendice xiphoïde, lequel reste suffisamment élastique pour leur permettre de marcher côte à côte. Ils éprouvent simultanément le besoin de manger et de boire. Leurs fréquences respiratoires et cardiaques sont synchrones en dehors de l'effort.
Chang qui s'adonnait à la boisson, avait une forte déviation de la colonne vertébrale. Tous deux ne voyaient plus en avant, à force de regarder obliquement vers l'extérieur. Leur point de jonction était une bande de cartilage (processus xiphoïde commun) entourée de tissus cutanés, d'une longueur de 7,5 cm en 1829, et de 11,4 cm en 1869.
Tous les grands chirurgiens d'Amérique et d'Europe (comme James Young Simpson en Angleterre, ou Auguste Nélaton en France) ont eu l'occasion d'examiner les frères siamois et de donner leur avis sur les possibilités de séparation chirurgicale. Toutes ces opinions divergentes peuvent être retrouvées dans les plus grandes bibliothèques médicales universitaires.
À l'autopsie, on trouva une liaison hépatique par la bande cartilagineuse où s'inséraient des fibres communes de leurs diaphragmes. Il y avait peu de communications vasculaires entre les deux foies. Les cavités péritonéales et leurs intestins étaient indépendants. L'absence de malformations cardiaques explique probablement leur longévité.
L'appellation frères siamois fut donnée à tous les jumeaux reliés, quel que soit leur site de jonction, car aux États-Unis, cet état fit l'effet d'une nouveauté. Cette appellation était cependant injustifiée, car la situation de tels jumeaux était déjà connue en Europe depuis l'Antiquité,, notamment par Ambroise Paré, dans son Livre traitant des Monstres & Prodiges (1573) au chapitre IV entièrement consacré à ce sujet.